# Слобода (Сокольский район)
Слобода — деревня в Сокольском районе Вологодской области.
Входит в состав Пригородного сельского поселения. С точки зрения административно-территориального деления входит в Пригородный сельсовет, до 6 июня 2001 года была его центром.
Расстояние по автодороге до районного центра Сокола — 9 км, до центра муниципального образования Литеги — 6 км. Ближайшие населённые пункты — Борисково, Ершово, Васютино.
По переписи 2002 года население — 32 человека (13 мужчин, 19 женщин). Всё население — русские.

## История
Первое упоминание в письменных источниках относится к 1447 году. Ранее известно как село Спасо-Преображенское, также именовалось селом Рабангская слобода, казённое село, центр Рабангского прихода. Около 1447 года учеником Дионисия Глушицкого преподобным Филиппом Рабангским основан Рабангский Спасо-Преображенский мужской монастырь. В 1744 году на мощах Филиппа Рабангского построена двухэтажная каменная церковь в честь Преображения Господня. Церковь взорвана в 30-е годы XX века и расстрелян священник. Приписные часовни в Борискове и Васютине также уничтожены в советское время.. В 1875 году открыта начальная земская школа. В 2015 году в Слободе построена деревянная церковь, освящена во имя преподобного Филиппа Рабангского, приписана к Вознесенской церкви в городе Сокол.